# P.F. Sloan
P.F. Sloan, geboren als Philip Gary Schlein (New York, 18 september 1945 - Los Angeles, 15 november 2015), was een Amerikaanse zanger en songwriter.

## Biografie

### Als songwriter
Philip Gary Schlein had een Amerikaanse vader en een Roemeense moeder, de familie verhuisde in 1957 van New York naar West Hollywood. Zijn vader vestigde er zich als apotheker en wijzigde de naam Schlein in Sloan nadat hij herhaaldelijk tevergeefs geprobeerd had toelating te krijgen voor de verkoop van alcohol.
Net twaalf geworden kreeg Philip van zijn vader zijn eerste gitaar. In de winkel waar hij de gitaar liet stemmen trof hij toevallig Elvis Presley, die in de omgeving bezig was met opnamen voor King Creole; deze leerde hem bij die gelegenheid de akkoorden van Love Me Tender. Een jaar later nam hij al een single op die echter geen succes had. Vanaf toen had hij de artiestennaam P.F. Sloan ("F" vees naar zijn bijnaam "Flip") aangenomen.
Op zijn zestiende vond hij een baan bij de muziekuitgeverij Screen Gems, waar hij al snel een duo vormde met Steve Barri (Steven Barry Lipkin). Samen richtten ze zich vooral op surfmuziek en probeerden een hit te maken onder namen als The Life Guards en The Baggys; deze laatste naam wijzigden ze in The Fantastic Baggys toen Mick Jagger bij het horen van hun muziek had uitgeroepen: "It's fantastic!".  Hun afdelingshoofd bij de uitgeverij, Lou Adler, was manager van Jan & Dean en koos hen uit als achtergrondzangers voor dezen. Ze schreven meteen de titelmuziek voor de door Jan & Dean in 1964 gepresenteerde The T.A.M.I. Show. Jan liet Philip op vier albums op de achtergrond in kopstem meezingen en bij de opnamen van hun Top 10-hit The Little Old Lady (From Pasadena) viel hij zelfs daarmee in voor Dean. Ze schreven toen hun eerste Billboard Hot 100 hit, geproduceerd door Jack Nitzsche en gezongen door Round Robin:"Kick That Little Foot Sally Ann". Hun bijdragen verschenen ook op platen van Bruce & Terry en van de The Rip Chords.
Onder de naam Dunhill Records begon Lou Adler zijn eigen platenlabel en Philip Sloan schreef daarop talrijke nummers voor reeds gevestigde muzikanten. Een grote hit werd Eve of Destruction van Barry McGuire, andere waren You Baby (The Turtles), A must to avoid (Herman's Hermits), Take me for what I'm worth (The Searchers) en Secret Agent Man (Johnny Rivers). Dit laatste nummer werd op de Amerikaanse CBS (televisiezender) de titelmuziek voor de onder die gewijzigde naam uitgezonden Britse TV serie Danger Man.
Via Barry McGuire leerde hij John Phillips kennen, die met zijn groep The Mamas and the Papas eveneens vanuit New York naar Californië was gekomen. Sloan schreef en speelde de opvallende gitaarintroductie voor hun eerste grote hit, het oorspronkelijk door John Phillips voor McGuire geschreven California Dreamin' (december 1965).
Het eerste album dat Dunhill uitgaf was The Surfing Song Book, een verzameling instrumentale surfnummers, volledig volgespeeld door Sloan en Barri, onder de naam Rincon Surfside band; onder de naam Willie and the Wheels gaf RCA Records exact hetzelfde album uit.
Samen met Steve Barri was Sloan zowel songwriter, gitarist, zanger als producer in de eerste jaren (1965-1967) van de bands The Wrecking Crew en The Grass Roots; deze laatsten hadden succes met zijn Where were you when I needed you, later eveneens een hit voor Herman's Hermits en voor de Dolly Dots. Hij speelde de leadgitaar op de meeste van de door hem geschreven liedjes.

### Als zanger
Door Sloans succes als songwriter nam Dunhill twee soloalbums met hem op, evenals een single: deze Sins of a Family haalde de Billboard 100.
Als soloartiest en zanger van zijn eigen nummers trad hij tijdens de late jaren 1960 en de vroege jaren 1970 op de voorgrond.
Op 10 juni 1967 was hij soloartiest op het Fantasy Fair and Magic Music Festival op Mount Tamalpais.
Tijdens deze periode bracht hij de albums Songs of Our Times (1965) en Twelve More Times (1966) uit. Zijn laatste soloplaat bij Dunhill was Karma (A Study of Divinations), met op de B-kant I Can't Help But Wonder, Elizabeth. In 1967 verliet hij Dunhill en keerde tijdelijk terug naar New York, waar hij het album Measure for Pleasure (1968) uitbracht, geproduceerd door Tom Dowd. Drie jaar later werd zijn uit 1966 daterende From A Distance alsnog een hit in Japan.
In het laatste kwart van de eeuw trad hij vrij weinig op de voorgrond; er waren zakelijke en juridische problemen (onder andere met Dunhill, hij zei door hen uitgekocht te zijn vanwege de politieke impact van Eve of Destruction, dat gebruikt werd door de voorstanders van het Zesentwintigste amendement); zelf schreef hij deze meer teruggetrokken periode toe aan ziekten, hij gebruikte in dit verband de term "catatonie".
Wel verschenen nog de albums Songs of Other Times (1988) en Serenade of the Seven Sisters (1994, aanvankelijk alleen in Japan verkrijgbaar naar aanleiding van de eerdere hitsingle daar). In 1990 schreef hij voor McGuire nog een nieuwe variant van hun grote hit: Eve of Destruction (The Environment) en probeerde het in 1993 nog een derde keer met (Still on The) Eve of Destruction.
Later zei hij van zijn ziekten hersteld te zijn met behulp van de Indiase goeroe Sathya Sai Baba. Uit erkentelijkheid noemde hij zijn album uit 2006 Sailover (Sai-lover). Het door Jon Tiven geproduceerde album bood een mengeling uit oude en nieuwe songs. Naast Jon en Sally Tiven waren er onder andere de gastmuzikanten Frank Black, Buddy Miller, Lucinda Williams, Felix Cavaliere, Tom Petersson en Garry Tallent bij betrokken.
Rond 2004 raakte hij in de ban van de muziek van Beethoven, wat er toe leidde dat hij ook piano leerde spelen en erop componeren, en in 2014 een laatste album uitbracht met als titel My Beethoven.
Singer/songwriter Jimmy Webb schreef (met name over de relatieve afwezigheid van zijn collega na de jaren 1960) een song met de titel P.F. Sloan voor Webbs album Words & Music (1970).

## Overlijden
P.F. Sloan kreeg alvleesklierkanker en overleed in november 2015 thuis in Los Angeles op 70-jarige leeftijd.

## Hits als songwriter
| Jaar | Lied                                     | Originele uitvoerder                 | U.S. Hot 100 | Niet-US hitnoteringen en andere versies |
| ---- | ---------------------------------------- | ------------------------------------ | ------------ | --- |
| 1964 | Kick That Little Foot Sally Ann          | Round Robin                          | 61           | |
| 1964 | Summer Means Fun                         | Bruce & Terry                        | 72           | The Fantastic Baggys (1964); Jan & Dean (1966) |
| 1964 | One Piece Topless Bathing Suit           | The Rip Chords                       | 96           | Jan & Dean (1966) |
| 1964 | Unless You Care                          | Terry Black                          | 99           | #2 in Canada |
| 1964 | What Am I Doing Here with You?           | Johnny Rivers                        | N/A          | Bev Harrell (1967, Australië #13) |
| 1965 | (Here They Come) from All Over the World | Jan & Dean                           | 56           | #9 in Canada |
| 1965 | I Found a Girl                           | Jan & Dean                           | 30           | #2 in Canada |
| 1965 | Eve of Destruction                       | Barry McGuire                        | 1            | #1 in Canada en Noorwegen, #3 in Groot-Brittannië en Nederland, #15 in België; The Turtles (1970, US #100); P.F. Sloan (1965); The Grass Roots (1966); D.O.A. (1982); The Pretty Things (1989); The Screaming Jets (1997) |
| 1965 | Let Me Be                                | The Turtles                          | 29           | #14 in Canada. P.F. Sloan (1966) |
| 1965 | Take Me for What I'm Worth               | The Searchers                        | 76           | #20 in Groot-Brittannië, #25 in Nederland; P.F. Sloan (1965) |
| 1965 | Child of Our Times                       | Barry McGuire                        | 72           | |
| 1965 | The Sins of a Family                     | P.F. Sloan                           | 87           | Murray the K (1965) |
| 1965 | Little Liar                              | Terry Black                          | -            | #10 in Canada |
| 1965 | Blue Lipstick                            | Patrician-Anne McKinnon              | -            | #13 in Canada |
| 1966 | A Must to Avoid                          | Herman's Hermits                     | 8            | #3 in Canada, #6 in Groot-Brittannië |
| 1966 | You Baby                                 | The Turtles                          | 20           | #11 in Canada. The Grass Roots (1966); The Mamas and the Papas (1966) |
| 1966 | Where Were You When I Needed You         | The Grass Roots                      | 28           | #12 in Canada. Herman's Hermits (1966), The Bangles (1984), de Dolly Dots (1985, NL #21), The Adult Net (1989, UK #66) |
| 1966 | Secret Agent Man                         | Johnny Rivers                        | 3            | #4 in Canada. Mel Tormé (1966); The Ventures (1966, US #54); Devo (1979), Bruce Willis (1987, UK #43), Blues Traveler (1995)                                                                                              |
| 1966 | Only When You're Lonely                  | The Grass Roots                      | 96           | |
| 1966 | Can I Get to Know You Better             | The Turtles                          | 89           | |
| 1967 | Another Day, Another Heartache           | The 5th Dimension                    | 45           | #41 in Canada |
| 1967 | Things I Should Have Said                | The Grass Roots                      | 23           | #9 in Canada |
| 1967 | Here's Where You Belong                  | West Coast Pop Art Experimental Band |              | |
| 1967 | Wake Up, Wake Up                         | The Grass Roots                      | 68           | #18 in Canada |

## Discografie

### Solo

#### Singles
| Jaar | Song                                                                | Label   |
| ---- | ------------------------------------------------------------------- | ------- |
| 1959 | Little Girl in the Cabin / All I Want Is Lovin'                     | Aladdin |
| 1960 | If You Believe in Me / She's My Girl                                | Mart    |
| 1965 | The Sins of a Family (#87 op Billboard Hot 100)                     | Dunhill |
| 1965 | Halloween Mary                                                      | Dunhill |
| 1966 | From a Distance                                                     | Dunhill |
| 1966 | City Women                                                          | Dunhill |
| 1966 | A Melody for You                                                    | Dunhill |
| 1967 | Sunflower Sunflower                                                 | Dunhill |
| 1967 | Karma (A Study of Divinations) / I Can't Help But Wonder, Elizabeth | Dunhill |
| 1969 | New Design                                                          | ATCO    |
| 1972 | Let Me Be                                                           | Mums    |

#### Albums
- Songs of Our Times (1965, Dunhill)
- Twelve More Times (1966, Dunhill)
- Measure of Pleasure (1968, ATCO)
- Raised on Records (1972, Mums)
- Precious Times: The Best of P.F. Sloan (1965–1966) (1986, Rhino)
- Songs of Other Times (1988, Big Beat; met The Grass Roots)
- Anthology (1993, One Way/MCA)
- Serenade of the Seven Sisters (1994, Pioneer)
- Child of Our Times: The Trousdale Demo Sessions 1965–1967 (2001, Varèse Sarabande)
- Sailover (2006, Hightone)
- Here's Where I Belong: The Best of the Dunhill Years 1965–1967 (2008, Big Beat)
- My Beethoven (2014, MsMusic)

### Met Steve Barri

#### Singles
| Jaar | Muziekgroep           | Song                                                                 | Label     |
| ---- | --------------------- | -------------------------------------------------------------------- | --------- |
| 1964 | Themes Inc.           | Theme from Peyton Place (Allison's Theme)                            | Vee Jay   |
| 1964 | Phillip and Stephan   | When You're So Near You're So Far Away / Meet Me Tonight Little Girl | Interphon |
| 1964 | Sheridan Hollenbeck   | Tokyo Melody                                                         | Interphon |
| 1964 | The Wildcats          | The Swim                                                             | Counsel   |
| 1964 | The Life Guards       | Swimtime USA                                                         | Reprise   |
| 1964 | The Street Cleaners   | That's Cool, That's Trash                                            | Amy       |
| 1964 | The Rally-Packs       | Move Out, Little Mustang                                             | Imperial  |
| 1964 | The Fantastic Baggys  | Tell 'Em I'm Surfin'                                                 | Imperial  |
| 1964 | The Fantastic Baggys  | Anywhere the Girls Are                                               | Imperial  |
| 1965 | The Fantastic Baggys  | It Was I                                                             | Imperial  |
| 1965 | Willie and the Wheels | Skateboard Craze                                                     | Dunhill   |
| 1965 | The Grass Roots       | Ballad of a Thin Man                                                 | Dunhill   |
| 1966 | The Grass Roots       | Where Were You When I Needed You                                     | Dunhill   |
| 1966 | The Grass Roots       | Only When You're Lonely                                              | Dunhill   |
| 1966 | The Grass Roots       | Tip of My Tongue                                                     | Dunhill   |
| 1967 | The Grass Roots       | Let's Live for Today                                                 | Dunhill   |
| 1967 | The Grass Roots       | Things I Should Have Said                                            | Dunhill   |
| 1967 | The Grass Roots       | Wake Up, Wake Up                                                     | Dunhill   |

#### Albums
- Tell 'Em I'm Surfin' – The Fantastic Baggys (1964, Imperial)
- The Surfing Songbook – Rincon Surfside Band (1965, Dunhill)
- The Surfing Songbook – Willie and the Wheels (1965, RCA) (identical release)
- Where Were You When I Needed You – The Grass Roots (1966, Dunhill)
- Let's Live for Today – The Grass Roots (1967, Dunhill)